# Ramanum Municipality
Ramanum Municipality är en kommun i Mikronesiska federationen.   Den ligger i delstaten Chuuk, i den västra delen av landet, 700 km väster om huvudstaden Palikir. Antalet invånare är 1 011. Ramanum Municipality ligger på ön Ramanum Island.